# 交通公論
『交通公論』（こうつうこうろん）は、運輸関係企業向けに発行されている月刊雑誌。
ただし、発行者は民間人であり、国土交通省関係者ではない。

## 月刊交通公論
月刊誌である。
1969年（昭和44年）創刊。「国土交通行政と事業経営を解説・論評する専門雑誌」と表紙に記載されている。
運輸業の企業（正確には旧運輸省、国土交通省から許認可を得て事業を行っている企業）をターゲットにした雑誌である。一般の書店では発売されていない。基本的には郵送により購入し、代金は銀行振込で支払う。
本のページ数はそれほど多くはないが、値段は高い。消費税含め2,772円。価格には郵送料が含まれる。郵送での購読が前提。
発行回数は2006年8・9月号で227号を数えた。2ヶ月分が1冊になっている。
鉄道会社・バス会社・タクシー会社の広告が多い。この雑誌に広告を出しても一般へのPR効果は全くなく、ほとんど奉加帳方式による広告である。

## 出版元
発行所：交通公論社
編集発行人：村上冨士登（むらかみふじと：同社主筆。主幹と称することもある）

## 交通公論社の本
運輸省、国土交通省に関する本を出版している。官僚一人ひとりの個人について取り上げた内容も多い。
＜既刊の書名＞
- 「運輸官僚ざっくばらん」
- 「国土交通官僚らくがき帖（2006年4月刊）」

## 購入
月刊交通公論については、直接、交通公論社に申し込み、郵送で購読できる。
単行本の一部は、国土交通省本省ビル内の島田書店でも発売している。